# Йоан XII
Йоан XII (ок. 937 – 14 май 964) e римски папа от 16 декември 955 г. до 14 май 964 г. Роден е със светското име Октавий. Син е на Алберих II Сполетски, патриций на Рим (син на Марозия), и на Алда Млада. По майчина линия Йоан XII е седмо поколение потомък на франкския император Карл Велики.
Преди смъртта си Алберих II заставя римските благородниц да дадат клетва в Св. Петър, че при следващото овакантяване на папския престол, единственият му син, Октавий, ще бъде избран за папа. Октавий наследява баща си като римски патриций през 954 г. на 17-годишна възраст. След смъртта на тогавашния папа Агапет II през 955 г. Октавий, тогава на 18 г., е избран за негов наследник на 16 декември 955 г. Когато получава папската тиара като наследник на папа Агапет II, Октавий променя името си на Йоан XII. Така след папа Йоан II (533 – 535) Йоан XII е вторият римски понтификат, който променя името си при възкачването на папския престол.
Папа Йоан XII е определян като груб и безнравствен човек, който опетнява репутацията на папския престол със своите пороци и престъпления.
В т.нар. Patrologia Latina (За латинските папи) се съдържат следните обвинения срещу Йоан XII:
| „ | Тогава, като стана, кардинал Петър свидетелства, че самият той видял Йоан XII да отслужва меса, без да вземе причастие. Йоан, епископ на Нарни, и Йоан, кардинал-дякон, заявиха, че те самите видели как един дякон бил ръкоположен в конюшната, но не бяха сигурни за времето, в което това се е случило. Бенедикт, кардинал-дякон, с други дякони и свещеници, заявиха, че той (Йоан XII) е получил пари, за да ръкоположи един епископ, и по-точно той ръкоположил един десетгодишен епископ в Тоди. Те свидетелстваха за неговата похот, която никой не бил виждал с очите си, но всички знаели за нея: той съгрешил с вдовицата на Райнер, със Стефана, любовницата на баща му, с вдовицата Анна, с нейната племенница, и превърнал светия дворец в бардак. Те казаха, че той ходил на лов пред всички; че ослепил своя изповедник Бенедикт, от което Бенедикт умрял; че той убил Йоан, кардинал-поддякон, след като преди това го кастрирал; и за това, че той носил стрели, препасвал меч, и ходил с шлем и ризница. Всички, клириците както и миряните, заявиха, че той вдигал наздравици с дявола. Те казаха, че когато играел на зарове, той призовавал Юпитер, Венера и други демони. Те казаха, че той не почитал утринните и литургиите и не се кръстил | “ |

Притиснат от силите на норманския крал Беренгар II, който успява да превземе много земи в Южна Италия, Йоан XII търси подкрепа от германския крал Отон I, с когото сключва съюз. Отон влиза победоносно с войските в Рим, където на 2 февруари 962 г. папа Йоан XII го коронова за император на Свещената Римска империя. В замяна Отон I полага клетва, че признава единствено църковната власт на римския папа в диоцеза на земите си. Десет дни по-късно папата и императорът подписват т.нар. Diploma Otonianum, според която Отон I става гарант за независимостта на Папската държава, а Йоан XII обещава, че при избора на нов папа ще се спазват всички канонични изисквания, а понификатът ще встъпва в длъжност само след одобрението на германския император. След като Отон I отвоюва папските земи от Беренгар II и напуска Италия, папа Йоан XII се отмята от договора с императора и се обръща към маджарите и Византия за общи действия срещу Отон I.
Интригите на папата са разкрити от Отон I, който отново потегля с войските си към Италия, но този път срещу самия римски папа. Императорът влиза в Рим и свиква кардиналски съвет, който низвергва Йоан XII от папския престол и го заменя с папа Лъв VIII. След това Йоан XII е заточен някъде из планините на Кампания.
Малко след като императорът напуска града, Йоан XII потегля към Рим начело на войска от поддръжници, което принуждава папа Лъв VIII да потърси спасение чрез бягство от града. Отон I решава да подкрепи Лъв VIII, но Йоан XII умира преди войската му да достигне папската столица. Причината за смъртта на Йоан XII е неизвестна, въпреки че според слуховете той бил убит от ревнив съпруг, който открива, че жена му споделя леглото на Йоан XII.
|  | Тази страница частично или изцяло представлява превод на страницата Pope John XII и страницата „Иоанн XII (папа римский)“ в Уикипедия на английски и руски език. Оригиналните текстове, както и този превод, са защитени от Лиценза „Криейтив Комънс – Признание – Споделяне на споделеното“, а за творби, създадени преди юни 2009 година – от Лиценза за свободна документация на ГНУ. Прегледайте историята на редакциите на оригиналните страници тук и тук, за да видите списъка на техните съавтори. ВАЖНО: Този шаблон се отнася единствено до авторските права върху съдържанието на статията. Добавянето му не отменя изискването да се посочват конкретни източници на твърденията, които да бъдат благонадеждни. |